# Cultura Dalton
La cultura Dalton è una cultura tardo-Paleoindiana e arcaica inferiore che deve le sue caratteristiche alle tipiche punte delle frecce. Queste punte comparvero nella maggior parte del sud-est del Nord America fra gli anni 8500 a.C. - 7900 a.C. circa.
«Erano degli artefatti molto singolari, che avevano basi concave con "orecchie" che a volte allargano verso l'esterno (Fagan 2005)».
Questi strumenti non erano usate solo come punte di freccia lanciate come fossero dei proiettili, ma anche come seghe e coltelli. 
Spesso cambiavano nella forma e nella funzione perché i cacciatori avrebbero affilato i punti più volte per poi trasformarli in lame quindi scalpelli e raschietti. Una variante delle punte di Dalton erano le punte di Hardaway del Nord Carolina. 